# Stichopogon kerzhneri
Stichopogon kerzhneri là một loài ruồi trong họ Asilidae. Stichopogon kerzhneri được Lehr miêu tả năm 1975. Loài này phân bố ở vùng Cổ Bắc giới.